# 打出天神社
打出天神社（うちでてんじんしゃ）は兵庫県芦屋市にある神社（天満宮）である。

## 由緒
社伝によると、古くから交通の要地である打出は幾度となく戦火にまみれ、太平洋戦争時にも本殿はじめ焼失し、古い記録は無くなった。それ故、創建時期は未だ明らかではないが、古来産土神を祀っていたものを、天神信仰が盛んになり、天神様を勧請したものと伝えられる。
この地が古くから交通の要衝であったため、天神信仰が早くから伝わったと考えられ、947年に北野天満宮に菅原道真公が祀られてほど遠くない時期に勧請されたと思われる。

## 祭神
- 菅原道真

## 年中行事
- 1月1日　歳旦祭
- 1月15日　どんと神事
- 1月25日　初天神祭
- 2月節分の日　節分祭
- 2月立春の日　立春祭
- 2月11日　紀元祭
- 2月25日　祈念祭
- 3月春分の日　春分祭
- 3月25日　菅公神忌祭
- 3・4月　学業向上祈願祭
- 6月30日　夏越大祓祭
- 7月24・25日　天神祭（夏祭り）
- 9月秋分の日　秋分祭
- 10月17日　例大祭（秋祭り）
- 11月　七五三詣
- 11月3日　明治祭
- 11月25日　新嘗祭
- 12月23日　天長祭（天皇御誕生祭）
- 12月25日　終い天神祭
- 12月31日　年越大祓式・除夜祭

## 交通アクセス
- 阪神電車打出駅より北北西へ250m、徒歩5分。
- JR西日本東海道本線芦屋駅より東へ900m、徒歩10分。